# Fontpédrouse
Fontpédrouse (catalano: Fontpedrosa) è un comune francese di 133 abitanti situato nel dipartimento dei Pirenei Orientali nella regione dell'Occitania.

## Società

### Evoluzione demografica
Abitanti censiti